# Shinfield
Shinfield är en civil parish i Storbritannien.   Den ligger i kommunen Wokingham i riksdelen England, i den södra delen av landet, 60 km väster om huvudstaden London.